# Milčice (Kraselov)
Milčice jsou malá vesnice, část obce Kraselov v okrese Strakonice v Jihočeském kraji. Nachází se necelý kilometr severně od Kraselova. Je zde evidováno 8 adres. V roce 2011 zde trvale žili čtyři obyvatelé. Do vesnice vede pouze jedna úzká asfaltová silnice.
Milčice leží v katastrálním území Kraselov o výměře 6,79 km².

## Historie
První písemná zmínka o vesnici pochází z roku 1654.

## Obyvatelstvo
| Rok            | 1869 | 1880 | 1890 | 1900 | 1910 | 1921 | 1930 | 1950 | 1961 | 1970 | 1980 | 1991 | 2001 | 2011 | 2021 |
| -------------- | ---- | ---- | ---- | ---- | ---- | ---- | ---- | ---- | ---- | ---- | ---- | ---- | ---- | ---- | ---- |
| Počet obyvatel | 85   | 79   | 80   | 63   | 71   | 62   | 68   | 41   | 41   | 23   | 15   | 7    | 6    | 4    | 9    |
| Počet domů     | 13   | 13   | 13   | 13   | 13   | 13   | 13   | 13   | 13   | 8    | 6    | 7    | 8    | 8    | 10   |